# 르투현

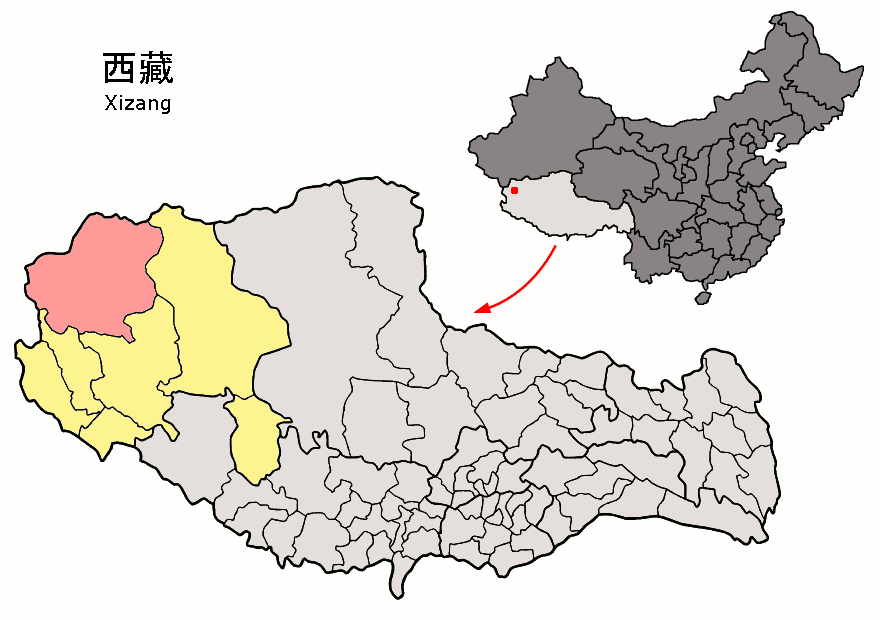
루토그 현의 위치

르투현(티베트어: རུ་ཐོག་རྫོང་ 루톡 종, 중국어: 日土县, 병음: Rìtǔ Xiàn)은 티베트 자치구 아리 지구의 현급 행정구역이다. 넓이는 71963km2이고, 인구는 2007년 기준으로 10,000명이다.

## 기후
연평균 기온은 1.5°C, 연평균 강수량은 100mm이다.

## 인구
| 연도  | 인구  | ±% p.a. |
| ----- | ----- | ------- |
| 2000  | 7,175 | —       |
| 2010  | 9,738 | +3.10%  |
| [ 1 ] |       |         |

## 행정 구역
1개 진, 4개 향을 관할한다.
- 진: 日土镇.
- 향: 热帮乡, 日松乡, 东汝乡, 多玛乡.

## 같이 보기
- 악사이친